# Ізотопи водню

Три найбільш стабільні ізотопи водню: протій (А = 1), дейтерій (А = 2) і тритій (А = 3).

Водень (Н) (Відносна атомна маса: 1.00794) має три ізотопи природного походження, які іноді позначають як 1H, 2H та 3H. Перші два з них є стабільними, а 3H має період напіврозпаду 12,32 року. Всі важчі ізотопи є синтетичними і мають період напіврозпаду менш як одну зептосекунду (10-21 секунди). З них 5H найбільш стабільний, а 7H найменш.
Водень - єдиний елемент, чиї ізотопи мають різні імена, які перебувають у загальному вжитку сьогодні. Ізотоп 2H (або водень-2) зазвичай називають дейтерієм, тоді як ізотоп 3H (або водень-3) зазвичай називають тритієм. Символи D і Т (замість 2H і 3H) інколи використовують для дейтерію і тритію. IUPAC у Червоній книзі 2005 стверджує, що в той час як використання символів D і T є загальнопоширеним, воно не є найкращим, тому що може викликати проблеми з алфавітним сортуванням хімічних формул. Звичайний ізотоп водню, без нейтронів, іноді називають "протієм". (На початку дослідження радіоактивності, деяким іншим тяжчим радіоактивним ізотопам водню дали імена, але такі імена рідко використовують сьогодні.)

## Водень-1 (протій)

Протій, найпоширеніший ізотоп водню, що складається з одного протона й одного електрона. Унікальний серед усіх стабільних ізотопів, у нього немає нейтронів. (див. дипротон для пояснення, чому інші не існують)

1H (атомна маса 1.00782504(7) u)- найпоширеніший ізотоп водню, частка якого становить 99.98%. Оскільки ядро цього ізотопу складається лише з одного протона, то йому дали описову,  але рідко формально вживану, назву протій.
Науковці ніколи не реєстрували розпаду протона, тому водень-1 вважають стабільним ізотопом. Деякі теорії великого об'єднання, запропоновані в 1970-х роках, прогнозують, що розпад протона може відбуватися з періодом напіврозпаду між 1031 і 1036 років. Якщо цей прогноз виявиться правильним, то водень-1 (і взагалі всі ядра, які нині вважають стабільними), виявляться лише експериментально стабільними. На сьогодні, втім, експерименти показали, що період напіврозпаду протона принаймні перевищує 1034 років.

## Водень-2 (дейтерій)

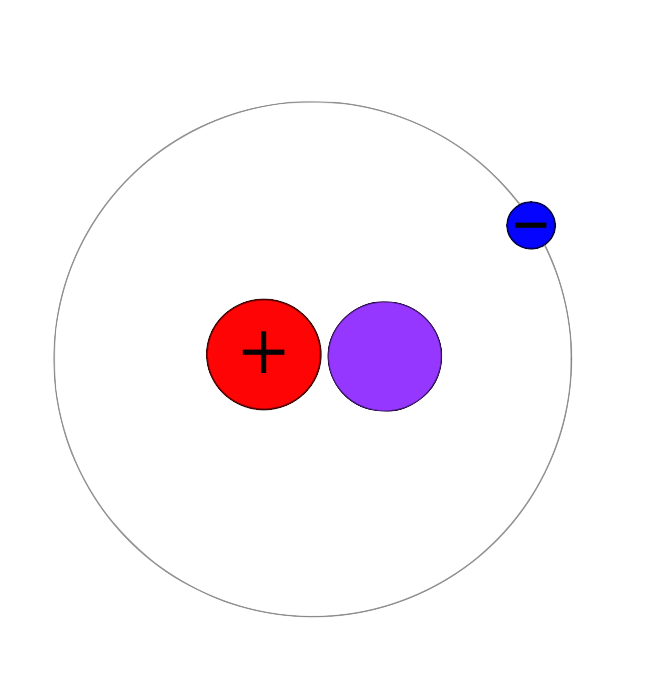
Атом дейтерію містить один протон, один нейтрон і один електрон

2H (атомна маса 2.013553212724(78) u), інший стабільний ізотоп водню, називається дейтерій і містить один протон і один нейтрон у ядрі атома. Ядро дейтерію називається дейтроном. Частка дейтерію становить 0.0026 – 0.0184% (за чисельною кількістю, а не за масою) від усієї кількості водню на Землі, причому нижню межу визначають у пробах газоподібного водню, а вище збагачення (0.015% або 150 частинок на мільйон) типове для океанської води. Водень на Землі багатший на дейтерій в порівнянні з його вихідною концентрацією в результаті Великого вибуху і в зовнішній Сонячній системі (близько 27 частинок на мільйон) і його концентрацією в старих частинах галактики Чумацький Шлях (близько 23 часток на мільйон). Імовірно, збільшену концентрацію дейтерію у внутрішній Сонячній системі можна пояснити нижчою волатильністю газоподібного дейтерію і з'єднань дейтерію відносно протію, що призвело до збагачення частки дейтерію на кометах і планетах, які отримували значну частину тепла від Сонця упродовж мільярдів років еволюції Сонячної системи.
Дейтерій не є радіоактивним і не становить значну небезпеку токсичності. Вода, молекули якої містять дейтерій замість протію, називається важкою водою. Дейтерій та його сполуки використовують як нерадіоактивні мітки в хімічних експериментах і в розчинниках для 1Н-ЯМР-спектроскопії. Важка вода використовується як сповільнювач нейтронів і теплоносій у ядерних реакторах. Дейтерій також є потенційним паливом для комерційного ядерного синтезу.

## Водень-3 (тритій)

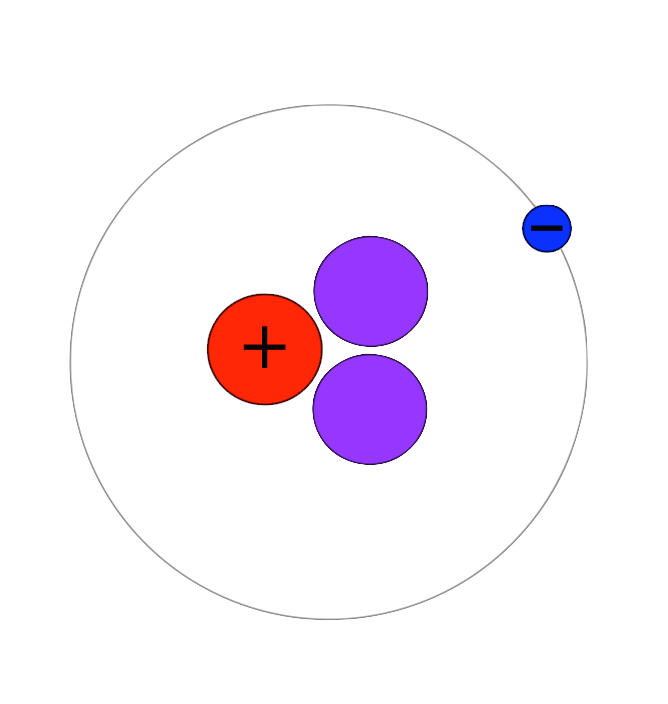
Атом тритію містить один протон, два нейтрони і один електрон

3H (атомна маса 3.0160492 u) відомий як тритій і містить один протон і два нейтрони в ядрі атома. Він радіоактивний і розпадається на гелії-3 в результаті β− розпаду. Період напіврозпаду становить 12.32 року. Невелика кількість тритію утворюється природним шляхом внаслідок взаємодії космічних променів з атмосферними газами. Тритій також виникав під час випробувань ядерної зброї. Він використовується в термоядерній зброї, як індикатор в ізотопній геохімії, і є спеціалізованим елементом у приладах на тритієвій підсвітці.
Найпоширеніший спосіб видобутку тритію полягає в бомбардуванні природного ізотопу літію, літію-6, нейтронами в ядерному реакторі.
Раніше тритій постійно застосовували в хімічних і біологічних експериментах як ізотопну мітку, але цей метод останнім часом вийшов з широкого вжитку. Дейтерій-тритієва реакція ядерного синтезу використовує тритій як основний реагент, поряд з дейтерієм, вивільняючи енергію за рахунок втрати маси, коли їхні ядра зіштовхуються і зливаються за високих температур.

## Водень-4
4H містить один протон і три нейтрони у своєму ядрі. Це дуже нестабільний ізотоп водню. Його синтезували в лабораторії, бомбардуючи тритій швидкими ядрами дейтерію. У цьому експерименті, ядро тритію захоплювало нейтрон від швидкого ядра дейтерію. Присутність водню-4 визначили, виявивши випускання надлишкових протонів. Його атомна маса становить 4.02643 ± 0.00011. Він руйнується випускаючи нейтрон на водень-3 (тритій) і має період напіврозпаду близько 139 йоктосекунд ((1.39 ± 0.10) × 10-22 секунд).
У сатиричному романі Миша, яка загарчала, назву quadium дістав ізотоп водню-4, що дає енергію Q-бомбі, яку князівство Гранд Фенвік захопило у США.

## Водень-5
5H - це вкрай нестабільний ізотоп водню. Ядро складається з протона і чотирьох нейтронів. Його синтезовано в лабораторії в результаті бомбардування тритію тритієвими ядрами. В тому експерименті одне ядро тритію захоплювало два нейтрони з іншого, перетворюючись на ядро з одним протоном і чотирма нейтронами. Утворення водню-5 виводили з наявності залишкових протонів. Він руйнується внаслідок подвійного випускання нейтронів на водень-3 (тритій) і має період напіврозпаду не менш як 910 йоктосекунд (9.1 × 10-22 секунд).

## Водень-6
6H розпадається або через потрійне випускання нейтронів на водень-3 (тритій) або після випускання чотирьох нейтронів на водень-2 (дейтерій) і має період напіврозпаду 290 йоктосекунд (2.9×10-22 секунд).

## Водень-7
7H складається з протона і шести нейтронів. Його вперше синтезувала 2003 року група російських, японських і французьких вчених у RI Beam Science Laboratory центру RIKEN, бомбардуючи водень атомами гелію-8. В результаті реакції, всі шість нейтронів гелію-8 перейшли в ядро водню. Два залишкових протони були виявлені "телескопом РІКЕН", приладом, що складається з декількох шарів датчиків, розташованих позаду мішені RI Beam циклотрона. Водень-7 має період напіврозпаду 23 йоктосекунди (2.3×10-23 с.).

## Таблиця
| Символ ізотопу | Z(p) | N(n) | Маса ізотопу (u)  | Період напіврозпаду           | Типи розпаду | Дочірні ізотопи | Спін і парність ядра | Поширеність ізотопу в природі (мольна частка) | Діапазон розподілу в природі (мольна частка) |
| -------------- | ---- | ---- | ----------------- | ----------------------------- | ------------ | --------------- | -------------------- | --------------------------------------------- | -------------------------------------------- |
| 1H             | 1    | 0    | 1.00782503207(10) | Стабільний                    | Стабільний   | Стабільний      | 1⁄2+                 | 0.999885(70)                                  | 0.999816–0.999974                            |
| 2H             | 1    | 1    | 2.0141017778(4)   | Стабільний                    | Стабільний   | Стабільний      | 1+                   | 0.000115(70)                                  | 0.000026–0.000184                            |
| 3H             | 1    | 2    | 3.0160492777(25)  | 12.32(2) років                | β−           | 3He             | 1⁄2+                 | Сліди                                         |                                              |
| 4H             | 1    | 3    | 4.02781(11)       | 1.39(10)×10−22 с [4.6(9) МеВ] | n            | 3H              | 2−                   |                                               |                                              |
| 5H             | 1    | 4    | 5.03531(11)       | >9.1×10−22 с ?                | 2n           | 3H              | (1⁄2+)               |                                               |                                              |
| 6H             | 1    | 5    | 6.04494(28)       | 2.90(70)×10−22 с [1.6(4) МеВ] | 3n           | 3H              | 2−#                  |                                               |                                              |
| 6H             | 1    | 5    | 6.04494(28)       | 2.90(70)×10−22 с [1.6(4) МеВ] | 4n           | 2H              | 2−#                  |                                               |                                              |
| 7H             | 1    | 6    | 7.05275(108)#     | 2.3(6)×10−23 с#               | 4n           | 3H              | 1⁄2+#                |                                               |                                              |

1. ↑  Скорочення:
ЕЗ: електронне захоплення
2. ↑  Жирним для стабільних ізотопів
3. ↑  Спіни зі слабким оцінковим обґрунтуванням взяті в дужки.
4. ↑  Більший, ніж 6.6×1033 років. Див. розпад протона.
5. ↑  Він і 3He є єдиними стабільними нуклідами, у яких протонів більше, ніж нейтронів
6. ↑  Утворився під час нуклеосинтезу Великого вибуху
7. ↑  Tank hydrogen має частку 2H 3.2×10−5 (мольної частки).
8. ↑  утворився під час нуклеосинтезу Великого вибуху, але не є первинним, оскільки всі ті атоми відтоді розпались до 3He
9. ↑  Космогенний

### Нотатки
- Комерційно доступні матеріали можуть підлягати прихованому або випадковому розділенню на ізотопи. Можуть траплятись суттєві відхилення від поданої маси і складу.
- Оцінки позначені # отримані не з чисто експериментальних даних, але частково із систематичних трендів у сусідніх нкулідів (з такими самими відношеннями Z і N). Спіни зі слабким оцінковим обґрунтуванням взяті в дужки.
- похибку вимірювання подано в скороченій формі в дужках після відповідних останніх цифр. Похибка позначає одне стандартне відхилення, за винятком ізотопної поширеності та атомної маси від IUPAC, яка використовує складніші визначення похибок. Приклади: 29770,6(5) означає 29770,6 ± 0,5; 21,48(15) означає 21,48 ± 0,15; −2200,2(18) означає −2200,2 ± 1,8.
- Маси радіонуклідів подані за даними Комісії з символів, одиниць, номенклатури, атомних мас і фундаментальних констант (SUNAMCO) IUPAP
- Поширеності ізотопів подані за даними Комісії з ізотопних поширеностей і атомних мас IUPAC

## Ланцюги розпаду
Більшість важких ізотопів водню розпадаються прямо на 3H, який потім розпадається до стабільного ізотопу 3Не. Проте, іноді спостерігали і безпосередній розпад 6H на стабільний 2H.
{\displaystyle \mathrm {{}_{1}^{3}H} \ {\xrightarrow {\ \mathrm {12.32y} }}\ \mathrm {{}_{2}^{3}He} +\mathrm {e{}_{}^{-}} }
{\displaystyle \mathrm {{}_{1}^{4}H} \ {\xrightarrow {\ \mathrm {139ys} }}\ \mathrm {{}_{1}^{3}H} +\mathrm {{}_{0}^{1}n} }
{\displaystyle \mathrm {{}_{1}^{5}H} \ {\xrightarrow {\ \mathrm {>910ys} }}\ \mathrm {{}_{1}^{3}H} +\mathrm {2{}_{0}^{1}n} }
{\displaystyle \mathrm {{}_{1}^{6}H} \ {\xrightarrow {\ \mathrm {290ys} }}\ \mathrm {{}_{1}^{3}H} +\mathrm {3{}_{0}^{1}n} }
{\displaystyle \mathrm {{}_{1}^{6}H} \ {\xrightarrow {\ \mathrm {290ys} }}\ \mathrm {{}_{1}^{2}H} +\mathrm {4{}_{0}^{1}n} }
{\displaystyle \mathrm {{}_{1}^{7}H} \ {\xrightarrow {\ \mathrm {23ys} }}\ \mathrm {{}_{1}^{3}H} +\mathrm {4{}_{0}^{1}n} }
зверніть увагу, що часи розпадів вказані в йоктосекундах для всіх ізотопів, крім 3H, для якого цей показник виражений  у роках.